# Karas (anime)
Karas (鴉 -KARAS-) é um OVA dividido em seis partes que se passa em um cenário futurístico. Este anime foi lançado em comemoração aos 40 anos da Tatsunoko.
Resumo: Em um futuro próximo, a cidade de Shijuku vem sofrendo com o aumento dos assassinatos, onde as vítimas perdem seus fluidos corporais. O culpado é conhecido por Ekou, que antes costumava ser Karas, o guardião da cidade, mas sem explicações lógicas, ele passou a vingar da raça humana e também assassinou o antigo Karas que tentava impedi-lo. Yurine é a administradora dos Karas e ela tem a difícil tarefa de escolher dentre eles aquele com capacidade de impedi-lo e proteger a cidade. Otoha é escolhido como novo Karas e inicia-se uma verdadeira caçada em busca de Ekou por toda a cidade. Ekou, também é procurado por Nue, um youkai que luta contra seus semelhantes que estão sob o comando de Ekou.